# Fußball-Weltmeisterschaft 2018/Statistik
Dieser Artikel gibt einen Überblick über die Rekorde und Statistiken zur Fußball-Weltmeisterschaft 2018. Vereinsbezogene Daten sind vom Stand zum Ende der Saison 2017/2018.

## Spieler
- Rafael Márquez (Mexiko) nahm zum fünften Mal an der WM teil, womit er den Rekord von Landsmann Antonio Carbajal und Lothar Matthäus einstellen konnte. Márquez hält nun auch die Rekordmarke mit der längsten Zeitspanne zwischen seinem ersten und letzten WM-Spiel mit 16 Jahren und 29 Tagen (zuvor Carbajal mit 16 Jahren und 25 Tagen).
- Essam El-Hadary (Ägypten) ist mit 45 Jahren und fünf Monaten der älteste Spieler, der je für eine WM-Endrunde nominiert wurde.[1] Durch seinen Einsatz im letzten Gruppenspiel am 25. Juni wurde er mit 45 Jahren und 161 Tagen zum ältesten WM-Spieler.[2]
- Daniel Arzani (Australien) war mit 19 Jahren und 163 Tagen der jüngste Teilnehmer. Er wurde im Spiel gegen Frankreich in der 84. Minute eingewechselt.
- Sofyan Amrabat (Marokko), der in der 76. Minute im Spiel gegen den Iran für seinen Bruder Nordin eingewechselt wurde, ist der erste Spieler in der WM-Geschichte, der für seinen Bruder eingewechselt wurde.[3]
- 30 Mannschaften nominierten mindestens einen Spieler aus der heimischen Liga, aber nur England ausschließlich Spieler der heimischen Liga. Dagegen nominierten Schweden und der Senegal nur Spieler aus fremden Ligen. In der folgenden Tabelle ist für jeden Kader die Zahl der Spieler in der heimischen Liga und in ausländischen Ligen der verschiedenen Kontinentalverbände zusammengefasst (Stand: vor der WM). So spielten z. B. 15 Spieler der deutschen Mannschaft in der Bundesliga, acht in anderen europäischen Ligen. Kein Spieler spielt im Bereich der ozeanischen Konföderation. Island, Nigeria und Panama nominierten die meisten Spieler aus verschiedenen Ländern (einschließlich der eigenen Liga) – je 13.

|               | Afrika | Asien und Australien | Europa | Nord- und Mittelamerika | Südamerika | Heimat |
| ------------- | ------ | -------------------- | ------ | ----------------------- | ---------- | ------ |
| England       |        |                      |        |                         |            | 23     |
| Russland      |        |                      | 2      |                         |            | 21     |
| Saudi-Arabien |        |                      | 3      |                         |            | 20     |
| Spanien       |        |                      | 6      |                         |            | 17     |
| Deutschland   |        |                      | 8      |                         |            | 15     |
| Südkorea      |        | 5                    | 5      |                         |            | 13     |
| Frankreich    |        |                      | 14     |                         |            | 9      |
| Iran          |        | 2                    | 12     |                         |            | 9      |
| Ägypten       |        | 4                    | 10     | 1                       |            | 8      |
| Japan         |        |                      | 14     | 1                       |            | 8      |
| Mexiko        |        |                      | 12     | 3                       |            | 8      |
| Costa Rica    |        |                      | 10     | 6                       | 1          | 6      |
| Portugal      |        | 1                    | 16     |                         |            | 6      |
| Tunesien      | 2      | 5                    | 10     |                         |            | 6      |
| Peru          |        |                      | 5      | 9                       | 4          | 5      |
| Argentinien   |        | 1                    | 17     | 1                       |            | 4      |
| Polen         |        |                      | 19     |                         |            | 4      |
| Australien    |        | 4                    | 16     |                         |            | 3      |
| Brasilien     |        | 1                    | 19     |                         |            | 3      |
| Dänemark      |        |                      | 20     |                         |            | 3      |
| Kolumbien     |        |                      | 14     | 2                       | 4          | 3      |
| Serbien       |        |                      | 20     |                         |            | 3      |
| Kroatien      |        |                      | 21     |                         |            | 2      |
| Marokko       |        | 1                    | 20     |                         |            | 2      |
| Panama        |        |                      | 5      | 12                      | 4          | 2      |
| Uruguay       |        |                      | 14     | 2                       | 5          | 2      |
| Belgien       |        | 2                    | 20     |                         |            | 1      |
| Island        |        |                      | 22     |                         |            | 1      |
| Nigeria       | 1      | 2                    | 19     |                         |            | 1      |
| Schweiz       |        |                      | 22     |                         |            | 1      |
| Schweden      |        | 1                    | 21     | 1                       |            |        |
| Senegal       | 1      |                      | 22     |                         |            |        |

- Die meisten Spieler (108) waren bei Vereinen in England tätig, der größte Teil von ihnen in der Premier League, manche auch in unterklassigen Ligen. In 27 Kadern standen Spieler, die in England spielten.
- Je ein Spieler spielte in Finnland, Guinea, Honduras, Norwegen, Paraguay, Rumänien, der Slowakei und Südafrika.
- Von den Ländern, die nicht qualifiziert sind, waren die Serie A und B in Italien mit 52 Spielern am stärksten vertreten.

## Trainer
- Ältester Trainer: Óscar Tabárez (Uruguay) – 71 Jahre und 104 Tage beim ersten Spiel gegen Ägypten, damit nach Otto Rehhagel (71 Jahre und 317 Tage bei der WM 2010) zweitältester WM-Trainer[4]
- Jüngster Trainer: Aliou Cissé (Senegal) – 42 Jahre und 87 Tage beim ersten Spiel gegen Polen
- Die meisten Trainer kamen aus Argentinien, neben der argentinischen Mannschaft wurden Ägypten, Kolumbien und Peru von Argentiniern trainiert. Es folgten Spanien mit drei Trainern (Belgien, Saudi-Arabien und Spanien), Deutschland, Frankreich, Portugal und Kolumbien mit je zwei Trainern, wobei die kolumbianischen Trainer nur andere Mannschaften betreuten.
- Zwölf Mannschaften wurden von ausländischen Trainern trainiert, davon zwei Mannschaften (Australien und Dänemark) von Trainern, deren Heimatländer (Niederlande bzw. Norwegen) nicht für die WM qualifiziert waren.
- Die dienstältesten Teamchefs der WM waren wie 2014 Joachim Löw und Óscar Tabárez, die seit 2006 die deutsche bzw. uruguayische Auswahl betreuen. Tabárez war allerdings zuvor bereits von 1988 bis 1990 Trainer Uruguays, während Löw bereits als Co-Trainer seit 2004 für die deutsche Auswahl tätig war. Neben ihnen waren bereits Didier Deschamps (Frankreich), José Pékerman (Trainer von Kolumbien) und Carlos Queiroz (Trainer des Iran) bei der WM 2014 mit ihren derzeitigen Mannschaften sowie Jorge Sampaoli (Argentinien) mit Chile und Fernando Santos mit Griechenland bei der WM 2014 dabei.
- Am kürzesten im Amt war Fernando Hierro (Spanien), der zwei Tage vor dem ersten Spiel seiner Mannschaft deren Trainer wurde. Neben ihm wurden noch Mladen Krstajić (Serbien), Bert van Marwijk (Trainer von Australien) Akira Nishino (Japan) und Juan Antonio Pizzi (Trainer von Saudi-Arabien) erst nach der erfolgreichen Qualifikation Trainer ihrer derzeitigen Mannschaften. Von diesen hatte sich allerdings van Marwijk mit Saudi-Arabien für die WM qualifiziert, danach aber seinen Vertrag nicht verlängert. Für Hierro endete seine Amtszeit mit dem Achtelfinalaus.
- Ein Trainer (Didier Deschamps/1998) konnte bereits als Spieler Weltmeister werden. Er führte Frankreich zum erneuten WM-Titel und ist daher nach Mário Zagallo (Brasilien, 1958/1970) und Franz Beckenbauer (Deutschland, 1974/1990) die dritte Person, der dieser Erfolg als Spieler und als Trainer oder Teamchef gelang. Außer ihm nahmen auch Aliou Cissé (2002), Gareth Southgate (England/1998), Óscar Ramírez (Costa Rica/1990), Adam Nawałka (Polen/1978), Stanislaw Tschertschessow (Russland/1994 und ohne Einsatz 2002) und Mladen Krstajić (Serbien/2006 mit Serbien & Montenegro) als Spieler an einer WM-Endrunde teil.
- Zwei Trainer gewannen mit ihrer Mannschaft schon eine Kontinentalmeisterschaft: Óscar Tabárez (Uruguay/Copa América 2011) und Fernando Santos (Portugal/EM 2016). Zudem wurde Hervé Renard (Trainer von Marokko) mit Sambia und der Elfenbeinküste Afrikameister, Juan Antonio Pizzi gewann mit Chile die Copa América Centenario 2016 und Jorge Sampaoli ebenfalls mit Chile die Copa América 2015.

## Tore
- Erster Torschütze: Juri Gasinski (Russland) in der 12. Minute des Eröffnungsspiels ([5]).
- Letzter Torschütze: Mario Mandžukić (Kroatien) in der 69. Minute des Endspiels.
- Erstes Jokertor: Denis Tscheryschew (Russland) – 19 Minuten nach seiner Einwechslung im Eröffnungsspiel (erstes Jokertor in einem Eröffnungsspiel[5]).
- Schnellstes Jokertor: Artjom Dsjuba (Russland) – 1 Minute nach seiner Einwechslung in der 70. Minute im Eröffnungsspiel.
- Erstes Eigentor: Aziz Bouhaddouz (Marokko) – 5. Minute der Nachspielzeit im Gruppenspiel gegen den Iran.
- Erstes Elfmetertor: Cristiano Ronaldo (Portugal) – 4. Minute im Gruppenspiel gegen Spanien.
- Erster verschossener Elfmeter: Lionel Messi (Argentinien) – 64. Minute im Gruppenspiel gegen Island.
- Frühestes Tor: Zanka (Dänemark) – 55 Sekunden im Achtelfinalspiel gegen Kroatien (in der Rangliste der schnellsten WM-Tore steht er damit an 13. Stelle).[6]
- Spätestes Tor in der regulären Spielzeit: Neymar (Brasilien) – 90.+7' Minute im Gruppenspiel gegen Costa Rica (spätestes Tor in der WM-Geschichte in einem Spiel ohne Verlängerung[7]).
- Jüngster Torschütze: Kylian Mbappé (Frankreich) mit 19 Jahren und 183 Tagen – im Gruppenspiel gegen Peru.[8]
- Ältester Torschütze: Felipe Baloy (Panama) mit 37 Jahren und 120 Tagen – im Gruppenspiel gegen England.[9]
- Schnellstes Ausgleichstor: Mario Mandžukić (Kroatien) erzielt in 3 Minuten und 39 Sekunden das Tor zum 1:1-Ausgleich, zwei Minuten und 44 Sekunden nach dem 0:1 im Achtelfinalspiel gegen Dänemark – von Zanka.[6]
- Die meisten Tore in einem Spiel: Cristiano Ronaldo (Portugal) im Spiel gegen Spanien und Harry Kane (England) im Spiel gegen Panama – jeweils 3 Treffer.
- Die meisten Tore als Joker: Denis Tscheryschew (Russland) – 2 Treffer, beide im Eröffnungsspiel (kein weiterer Spieler traf als Joker spielübergreifend mehr als einmal).
- Torreichste Spiele:
  - 7 Tore: Belgien–Tunesien 5:2 (Vorrunde, Gruppe G); England–Panama 6:1 (Vorrunde, Gruppe G); Frankreich–Argentinien 4:3 (Achtelfinale)
  - 6 Tore: Portugal–Spanien 3:3 (Vorrunde, Gruppe B); Frankreich–Kroatien 4:2 (Finale)
  - 5 Tore: Russland–Saudi-Arabien 5:0 (Vorrunde, Gruppe A); Belgien–Japan 3:2 (Achtelfinale)
- Die meisten Tore im gesamten Wettbewerb (inklusive Qualifikation): Cristiano Ronaldo (Portugal) – insgesamt 19 Treffer.
- 100. Tor des Turniers: Lionel Messi (Argentinien) in der 14. Spielminute im dritten Gruppenspiel gegen Nigeria.[10]
- Treffer aus der größten Distanz: Mit ca. 27,6 Meter war Angel Di Marias zwischenzeitlicher 1:1-Ausgleich für Argentinien im Achtelfinalspiel gegen Frankreich das aus größter Distanz erzielte Tor bei der WM 2018.[11]
- Die Torschützenkönige der beiden vorangegangenen Weltmeisterschaften (Thomas Müller für Deutschland und James Rodríguez für Kolumbien) schieden ohne einen weiteren eigenen Treffer aus dem Turnier aus.
- Torschützenkönig Harry Kane erzielte sein letztes Tor bereits im Achtelfinale und blieb den Rest des Turnieres ohne weiteren Treffer. Fünf erzielte Tore in der Vorrunde reichten jedoch, um sich uneinholbar an die Spitze der Torjägerliste zu setzen. Die mit vier Treffern ebenfalls gut platzierten Cristiano Ronaldo und Romelu Lukaku trafen ausschließlich in der Gruppenphase.
- Kane traf innerhalb der Spielzeit dreimal vom Elfmeterpunkt und ein weiteres Mal im Elfmeterschießen gegen Kolumbien. Mit vier verwandelten Strafstößen und ohne Fehlschuss ist er somit auch der sicherste Elfmeterschütze des Turniers.
- Das englische Team erreichte den vierten Platz, ohne in der K.O.-Runde ein einziges Tor aus dem Spiel heraus zu erzielt zu haben; alle drei Tore fielen durch Standards.
- Zwei Tore im Spiel um Platz 3 stellen die schlechteste Ausbeute seit 1974 dar. Bei allen folgenden Turnieren fielen im „kleinen Finale“ mindestens drei Tore.
- Das Finale wiederum war mit sechs Treffern das torreichste Endspiel seit 1966 (England gegen Deutschland, 4:2 n. V.) und wird in dieser Hinsicht nur vom Finale 1958 mit sieben Toren (Schweden gegen Brasilien, 2:5) getoppt. Ebenfalls sechs Tore fielen außerdem in den Endspielen 1930 und 1938.
- Mario Mandžukić ist der erste Spieler überhaupt, welcher in einem WM-Finale ein Eigentor schoss. Somit ist er auch der erste Spieler überhaupt, der in einem Endspiel für beide Mannschaften traf.

### Torschützen
Die Reihenfolge der Einzelspieler richtet sich im Wesentlichen nach den Kriterien der FIFA für den „Goldenen Schuh“.
| Rang     | Spieler                 | Tore (davon Strafst.) | Vorlagen | Spielzeit in Minuten |
| -------- | ----------------------- | --------------------- | -------- | -------------------- |
| 01       | Harry Kane              | 6 (3)                 | 0        | 573                  |
| 02       | Antoine Griezmann       | 4 (3)                 | 2        | 570                  |
| 03       | Romelu Lukaku           | 4 (0)                 | 1        | 476                  |
| 04       | Denis Tscheryschew      | 4 (0)                 | 0        | 304                  |
| 05       | Cristiano Ronaldo       | 4 (1)                 | 0        | 360                  |
| 06       | Kylian Mbappé           | 4 (0)                 | 0        | 534                  |
| 07       | Artjom Dsjuba           | 3 (1)                 | 1        | 254                  |
| 08       | Eden Hazard             | 3 (1)                 | 2        | 518                  |
| 09       | Mario Mandžukić         | 3 (0)                 | 1        | 608                  |
| 10       | Ivan Perišić            | 3 (0)                 | 1        | 632                  |
| 11       | Yerry Mina              | 3 (0)                 | 0        | 300                  |
| 12       | Diego Costa             | 3 (0)                 | 0        | 320                  |
| 13       | Edinson Cavani          | 3 (0)                 | 0        | 343                  |
| 14       | Wahbi Khazri            | 2 (0)                 | 2        | 264                  |
| 15       | Philippe Coutinho       | 2 (0)                 | 2        | 436                  |
| 16       | Takashi Inui            | 2 (0)                 | 1        | 292                  |
| 17       | Luis Suárez             | 2 (0)                 | 1        | 450                  |
| 17       | Neymar                  | 2 (0)                 | 1        | 450                  |
| 19       | Luka Modrić             | 2 (1)                 | 1        | 694                  |
| 20       | Sergio Agüero           | 2 (0)                 | 0        | 178                  |
| 21       | Mohamed Salah           | 2 (1)                 | 0        | 180                  |
| 22       | Ahmed Musa              | 2 (0)                 | 0        | 207                  |
| 23       | Mile Jedinak            | 2 (2)                 | 0        | 270                  |
| 23       | Heung-Min Son           | 2 (0)                 | 0        | 270                  |
| 25       | Andreas Granqvist       | 2 (2)                 | 0        | 450                  |
| 26       | John Stones             | 2 (0)                 | 0        | 645                  |
| 27       | Juan Quintero           | 1 (0)                 | 2        | 310                  |
| 28       | Lionel Messi            | 1 (0)                 | 2        | 360                  |
| 29       | Alexander Golowin       | 1 (0)                 | 2        | 402                  |
| 30       | Thomas Meunier          | 1 (0)                 | 2        | 450                  |
| 31       | Kevin De Bruyne         | 1 (0)                 | 2        | 540                  |
| 32       | Keisuke Honda           | 1 (0)                 | 1        | 47                   |
| 33       | Milan Badelj            | 1 (0)                 | 1        | 103                  |
| 34       | Paolo Guerrero          | 1 (0)                 | 1        | 208                  |
| 35       | Marco Reus              | 1 (0)                 | 1        | 210                  |
| 36       | Marcos Rojo             | 1 (0)                 | 1        | 225                  |
| 37       | Shinji Kagawa           | 1 (1)                 | 1        | 232                  |
| 38       | M’Baye Niang            | 1 (0)                 | 1        | 247                  |
| 39       | Gabriel Mercado         | 1 (0)                 | 1        | 270                  |
| 39       | Victor Moses            | 1 (1)                 | 1        | 270                  |
| 41       | Dries Mertens           | 1 (0)                 | 1        | 298                  |
| 42       | Hirving Lozano          | 1 (0)                 | 1        | 317                  |
| 43       | Nacer Chadli            | 1 (0)                 | 1        | 327                  |
| 44       | Chicharito              | 1 (0)                 | 1        | 330                  |
| 45       | Juan Cuadrado           | 1 (0)                 | 1        | 331                  |
| 46       | Xherdan Shaqiri         | 1 (0)                 | 1        | 351                  |
| 47       | Christian Eriksen       | 1 (0)                 | 1        | 390                  |
| 48       | Ola Toivonen            | 1 (0)                 | 1        | 400                  |
| 49       | Mário Fernandes         | 1 (0)                 | 1        | 472                  |
| 50       | Jesse Lingard           | 1 (0)                 | 1        | 527                  |
| 51       | Kieran Trippier         | 1 (0)                 | 1        | 580                  |
| 52       | Domagoj Vida            | 1 (0)                 | 1        | 630                  |
| 53       | Harry Maguire           | 1 (0)                 | 1        | 645                  |
| 54       | Youssef En-Nesyri       | 1 (0)                 | 0        | 18                   |
| 55       | Felipe Baloy            | 1 (0)                 | 0        | 21                   |
| 56       | Renato Augusto          | 1 (0)                 | 0        | 50                   |
| 57       | Iago Aspas              | 1 (0)                 | 0        | 69                   |
| 58       | Roberto Firmino         | 1 (0)                 | 0        | 82                   |
| 59       | Adnan Januzaj           | 1 (0)                 | 0        | 86                   |
| 60       | Kendall Waston          | 1 (0)                 | 0        | 90                   |
| 61       | Josip Drmić             | 1 (0)                 | 0        | 112                  |
| 62       | Michy Batshuayi         | 1 (0)                 | 0        | 113                  |
| 63       | Dylan Bronn             | 1 (0)                 | 0        | 114                  |
| 64       | Ricardo Quaresma        | 1 (0)                 | 0        | 116                  |
| 65       | Khalid Boutaïb          | 1 (0)                 | 0        | 141                  |
| 66       | Nacho                   | 1 (0)                 | 0        | 160                  |
| 67       | Karim Ansarifard        | 1 (1)                 | 0        | 178                  |
| 68       | Ferjani Sassi           | 1 (1)                 | 0        | 194                  |
| 69       | Moussa Wagué            | 1 (0)                 | 0        | 196                  |
| 70       | Zanka                   | 1 (0)                 | 0        | 219                  |
| 71       | Jan Bednarek            | 1 (0)                 | 0        | 225                  |
| 72       | Ángel Di María          | 1 (0)                 | 0        | 237                  |
| 73       | Genki Haraguchi         | 1 (0)                 | 0        | 246                  |
| 74       | Steven Zuber            | 1 (0)                 | 0        | 252                  |
| 75       | André Carrillo          | 1 (0)                 | 0        | 259                  |
| 76       | Alfreð Finnbogason      | 1 (0)                 | 0        | 264                  |
| 77       | Juri Gasinski           | 1 (0)                 | 0        | 266                  |
| 78       | Aleksandar Mitrović     | 1 (0)                 | 0        | 268                  |
| 79       | Yussuf Poulsen          | 1 (0)                 | 0        | 269                  |
| 80       | Aleksandar Kolarov      | 1 (0)                 | 0        | 270                  |
| 80       | Fakhreddine Ben Youssef | 1 (0)                 | 0        | 270                  |
| 80       | Grzegorz Krychowiak     | 1 (0)                 | 0        | 270                  |
| 80       | Gylfi Sigurðsson        | 1 (1)                 | 0        | 270                  |
| 80       | Young-gwon Kim          | 1 (0)                 | 0        | 270                  |
| 80       | Sadio Mané              | 1 (0)                 | 0        | 270                  |
| 80       | Salem Al-Dawsari        | 1 (0)                 | 0        | 270                  |
| 80       | Salman Al-Faraj         | 1 (1)                 | 0        | 270                  |
| 80       | Toni Kroos              | 1 (0)                 | 0        | 270                  |
| 89       | Yūya Ōsako              | 1 (0)                 | 0        | 308                  |
| 90       | Carlos Vela             | 1 (1)                 | 0        | 315                  |
| 91       | Marouane Fellaini       | 1 (0)                 | 0        | 316                  |
| 92       | Blerim Džemaili         | 1 (0)                 | 0        | 326                  |
| 93       | Andrej Kramarić         | 1 (0)                 | 0        | 333                  |
| 94       | Paulinho                | 1 (0)                 | 0        | 354                  |
| 95       | Granit Xhaka            | 1 (0)                 | 0        | 360                  |
| 95       | José María Giménez      | 1 (0)                 | 0        | 360                  |
| 95       | Pepe                    | 1 (0)                 | 0        | 360                  |
| 98       | Dele Alli               | 1 (0)                 | 0        | 364                  |
| 99       | Falcao                  | 1 (0)                 | 0        | 377                  |
| 100      | Isco                    | 1 (0)                 | 0        | 390                  |
| 101      | Emil Forsberg           | 1 (0)                 | 0        | 417                  |
| 102      | Ludwig Augustinsson     | 1 (0)                 | 0        | 450                  |
| 102      | Thiago Silva            | 1 (0)                 | 0        | 450                  |
| 104      | Paul Pogba              | 1 (0)                 | 0        | 539                  |
| 105      | Benjamin Pavard         | 1 (0)                 | 0        | 540                  |
| 105      | Jan Vertonghen          | 1 (0)                 | 0        | 540                  |
| 105      | Samuel Umtiti           | 1 (0)                 | 0        | 540                  |
| 108      | Ante Rebić              | 1 (0)                 | 0        | 547                  |
| 109      | Raphaël Varane          | 1 (0)                 | 0        | 630                  |
| 110      | Ivan Rakitić            | 1 (0)                 | 0        | 639                  |
| Endstand |                         |                       |          |                      |

### Eigentore
- Aziz Bouhaddouz gegen den Iran zum 0:1-Endstand
- Aziz Behich gegen Frankreich zum 1:2-Endstand
- Oghenekaro Etebo gegen Kroatien zum 0:1 (Endstand 0:2)
- Thiago Cionek gegen den Senegal zum 0:1 (Endstand 1:2)
- Ahmed Fathy gegen Russland zum 0:1 (Endstand 1:3)
- Denis Tscheryschew gegen Uruguay zum 0:2 (Endstand 0:3)
- Edson Álvarez gegen Schweden zum 0:3-Endstand
- Yann Sommer gegen Costa Rica zum 2:2-Endstand
- Yassine Meriah gegen Panama zum 0:1 (Endstand 2:1); 50. Eigentor in der WM-Geschichte[13]
- Sergei Ignaschewitsch gegen Spanien zum 0:1 (Endstand 1:1 n. V., 4:3 i. E.)
- Fernandinho gegen Belgien zum 0:1 (Endstand 1:2)
- Mario Mandžukić gegen Frankreich zum 0:1 (Endstand 2:4)

### Verschossene Strafstöße
Im Spielverlauf zugestandene Strafstöße, die nicht verwandelt wurden.
- Christian Cueva gegen Dänemark
- Lionel Messi gegen Island
- Gylfi Sigurðsson gegen Nigeria
- Fahad Al-Muwallad gegen Ägypten
- Cristiano Ronaldo gegen Iran
- Bryan Ruiz gegen die Schweiz
- Luka Modrić gegen Dänemark

## Man of the Match
| Mann des Spiels              | Partie           | Mann des Spiels              | Partie       | Mann des Spiels           | Partie       |
| Gruppenphase                 | Gruppenphase     | Gruppenphase                 | Gruppenphase | Gruppenphase              | Gruppenphase |
| Spieltag 1                   | Spieltag 1       | Spieltag 2                   | Spieltag 2   | Spieltag 3                | Spieltag 3   |
| ---------------------------- | ---------------- | ---------------------------- | ------------ | ------------------------- | ------------ |
| Denis Tscheryschew (RUS) (1) | 5:0              | Denis Tscheryschew (RUS) (2) | 3:1          | Luis Suárez (URY) (2)     | 3:0          |
| Mohamed El Shenawy (EGY)     | 0:1              | Luis Suárez (URY) (1)        | 1:0          | Mohamed Salah (EGY)       | 2:1          |
| Amine Harit (MAR)            | 0:1              | Cristiano Ronaldo (PRT) (2)  | 1:0          | Ricardo Quaresma (PRT)    | 1:1          |
| Cristiano Ronaldo (PRT) (1)  | 3:3              | Diego Costa (ESP)            | 0:1          | Isco (ESP)                | 2:2          |
| Antoine Griezmann (FRA) (1)  | 2:1              | Christian Eriksen (DEN)      | 1:1          | N’Golo Kanté (FRA)        | 0:0          |
| Yussuf Poulsen (DEN)         | 0:1              | Kylian Mbappé (FRA) (1)      | 1:0          | André Carrillo (PER)      | 0:2          |
| Hannes Þór Halldórsson (ISL) | 1:1              | Luka Modrić (HRV) (2)        | 0:3          | Lionel Messi (ARG)        | 1:2          |
| Luka Modrić (HRV) (1)        | 2:0              | Ahmed Musa (NGA)             | 2:0          | Milan Badelj (HRV)        | 1:2          |
| Aleksandar Kolarov (SRB)     | 0:1              | Philippe Coutinho (BRA) (2)  | 2:0          | Paulinho (BRA)            | 0:2          |
| Philippe Coutinho (BRA) (1)  | 1:1              | Xherdan Shaqiri (CHE)        | 1:2          | Blerim Džemaili (CHE)     | 2:2          |
| Hirving Lozano (MEX)         | 0:1              | Chicharito (MEX)             | 1:2          | Jo Hyeon-woo (KOR)        | 2:0          |
| Andreas Granqvist (SWE)      | 1:0              | Marco Reus (GER)             | 2:1          | Ludwig Augustinsson (SWE) | 0:3          |
| Romelu Lukaku (BEL)          | 3:0              | Eden Hazard (BEL) (1)        | 5:2          | Adnan Januzaj (BEL)       | 0:1          |
| Harry Kane (ENG) (1)         | 1:2              | Harry Kane (ENG) (2)         | 6:1          | F. Ben Youssef (TUN)      | 1:2          |
| Yūya Ōsako (JPN)             | 1:2              | Sadio Mané (SEN)             | 2:2          | Jan Bednarek (POL)        | 0:1          |
| M’Baye Niang (SEN)           | 1:2              | James Rodríguez (COL)        | 0:3          | Yerry Mina (COL)          | 0:1          |
| Finalrunde                   |                  |                              |              |                           |              |
| Achtelfinale                 | Achtelfinale     | Kylian Mbappé (FRA) (2)      | 4:3          | Neymar (BRA)              | 2:0          |
| Achtelfinale                 | Achtelfinale     | Edinson Cavani (URY)         | 2:1          | Eden Hazard (BEL) (2)     | 3:2          |
| Achtelfinale                 | Achtelfinale     | Igor Akinfejew (RUS)         | 3:4 i. E. 1  | Emil Forsberg (SWE)       | 1:0          |
| Achtelfinale                 | Achtelfinale     | Kasper Schmeichel (DEN)      | 3:2 i. E. 2  | Harry Kane (ENG) (3)      | 3:4 i. E. 3  |
| Viertelfinale                | Viertelfinale    | Antoine Griezmann (FRA) (2)  | 0:2          | Jordan Pickford (ENG)     | 0:2          |
| Viertelfinale                | Viertelfinale    | Kevin de Bruyne (BEL)        | 1:2          | Luka Modrić (HRV) (3)     | 3:4 i. E. 4  |
| Halbfinale                   | Halbfinale       | Samuel Umtiti (FRA)          | 1:0          | Ivan Perišić (HRV)        | 2:1 i. V. 5  |
| Spiel um Platz 3             | Spiel um Platz 3 | Eden Hazard (BEL) (3)        | 2:0          |                           |              |
| Finale                       | Finale           | Antoine Griezmann (FRA) (3)  | 4:2          |                           |              |

- (Zahl) = Anzahl der Auszeichnungen bei mehr als einer.

## Inoffizielle Gesamttabelle
Von der FIFA wird keine offizielle Gesamttabelle geführt. Die Tabelle ist manuell nach den verschiedenen Kriterien sortierbar. Spiele, die im Elfmeterschießen entschieden wurden, werden als Unentschieden gewertet. Diese Tabelle ist vorsortiert nach den erreichten Runden und nach dem Modus der Gruppenplatzierung.
| Pl. | Land          | Sp. | S | U | N | Tore    | Diff. | Punkte | Gelbe Karte | Gelb-Rote Karte | Rote Karte | FP  | Gruppe |
| --- | ------------- | --- | - | - | - | ------- | ----- | ------ | ----------- | --------------- | ---------- | --- | ------ |
| 1.  | Frankreich    | 7   | 6 | 1 | 0 | 014:600 | +8    | 19     | 11          | 0               | 0          | 11  | C1     |
| 2.  | Kroatien      | 7   | 4 | 2 | 1 | 014:900 | +5    | 14     | 15          | 0               | 0          | 15  | D1     |
| 3.  | Belgien       | 7   | 6 | 0 | 1 | 016:600 | +10   | 18     | 11          | 0               | 0          | 11  | G1     |
| 4.  | England       | 7   | 3 | 1 | 3 | 012:800 | +4    | 10     | 8           | 0               | 0          | 8   | G2     |
| 5.  | Uruguay       | 5   | 4 | 0 | 1 | 007:300 | +4    | 12     | 3           | 0               | 0          | 3   | A1     |
| 6.  | Brasilien     | 5   | 3 | 1 | 1 | 008:300 | +5    | 10     | 7           | 0               | 0          | 7   | E1     |
| 7.  | Schweden      | 5   | 3 | 0 | 2 | 006:400 | +2    | 09     | 8           | 0               | 0          | 8   | F1     |
| 8.  | Russland      | 5   | 2 | 2 | 1 | 011:700 | +4    | 08     | 6           | 1               | 0          | 9   | A2     |
| 9.  | Kolumbien     | 4   | 2 | 1 | 1 | 006:300 | +3    | 07     | 9           | 0               | 1          | 13  | H1     |
| 10. | Spanien       | 4   | 1 | 3 | 0 | 007:600 | +1    | 06     | 2           | 0               | 0          | 2   | B1     |
| 11. | Dänemark      | 4   | 1 | 3 | 0 | 003:200 | +1    | 06     | 6           | 0               | 0          | 6   | C2     |
| 12. | Mexiko        | 4   | 2 | 0 | 2 | 003:600 | −3    | 06     | 9           | 0               | 0          | 9   | F2     |
| 13. | Portugal      | 4   | 1 | 2 | 1 | 006:600 | ±0    | 05     | 7           | 0               | 0          | 7   | B2     |
| 14. | Schweiz       | 4   | 1 | 2 | 1 | 005:500 | ±0    | 05     | 9           | 0               | 1          | 13  | E2     |
| 15. | Japan         | 4   | 1 | 1 | 2 | 006:700 | −1    | 04     | 5           | 0               | 0          | 5   | H2     |
| 16. | Argentinien   | 4   | 1 | 1 | 2 | 006:900 | −3    | 04     | 11          | 0               | 0          | 11  | D2     |
| 17. | Senegal       | 3   | 1 | 1 | 1 | 004:400 | ±0    | 04     | 6           | 0               | 0          | 6   | H3     |
| 18. | Iran          | 3   | 1 | 1 | 1 | 002:200 | ±0    | 04     | 7           | 0               | 0          | 7   | B3     |
| 19. | Südkorea      | 3   | 1 | 0 | 2 | 003:300 | ±0    | 03     | 10          | 0               | 0          | 10  | F3     |
| 20. | Peru          | 3   | 1 | 0 | 2 | 002:200 | ±0    | 03     | 5           | 0               | 0          | 5   | C3     |
| 21. | Nigeria       | 3   | 1 | 0 | 2 | 003:400 | −1    | 03     | 4           | 0               | 0          | 4   | D3     |
| 22. | Deutschland   | 3   | 1 | 0 | 2 | 002:400 | −2    | 03     | 2           | 1               | 0          | 5   | F4     |
| 23. | Serbien       | 3   | 1 | 0 | 2 | 002:400 | −2    | 03     | 9           | 0               | 0          | 9   | E3     |
| 24. | Tunesien      | 3   | 1 | 0 | 2 | 005:800 | −3    | 03     | 4           | 0               | 0          | 4   | G3     |
| 25. | Polen         | 3   | 1 | 0 | 2 | 002:500 | −3    | 03     | 3           | 0               | 0          | 3   | H4     |
| 26. | Saudi-Arabien | 3   | 1 | 0 | 2 | 002:700 | −5    | 03     | 1           | 0               | 0          | 1   | A3     |
| 27. | Marokko       | 3   | 0 | 1 | 2 | 002:400 | −2    | 01     | 8           | 0               | 0          | 8   | B4     |
| 28. | Island        | 3   | 0 | 1 | 2 | 002:500 | −3    | 01     | 3           | 0               | 0          | 3   | D4     |
| 29. | Costa Rica    | 3   | 0 | 1 | 2 | 002:500 | −3    | 01     | 6           | 0               | 0          | 6   | E4     |
| 30. | Australien    | 3   | 0 | 1 | 2 | 002:500 | −3    | 01     | 7           | 0               | 0          | 7   | C4     |
| 31. | Ägypten       | 3   | 0 | 0 | 3 | 002:600 | −4    | 0      | 5           | 0               | 0          | 5   | A4     |
| 32. | Panama        | 3   | 0 | 0 | 3 | 002:110 | −9    | 0      | 11          | 0               | 0          | 11  | G4     |
|     |               |     |   |   |   |         |       |        | 218         | 2               | 2          | 232 |        |

|  | Weltmeister          |
|  | Finalist             |
|  | Dritter              |
|  | Vierter              |
|  | Aus im Viertelfinale |
|  | Aus im Achtelfinale  |
|  | Aus in der Vorrunde  |

| A1                      | Platzierung in der Gruppe                         |
| Fair-Play-Wertung (FP): |                                                   |
| Gelbe Karte             | je 1 Punkt                                        |
| Gelb-Rote Karte         | je 3 Punkte; erste Gelbe Karte ist hier enthalten |
| Rote Karte              | je 4 Punkte                                       |

## Platzverweise
- Die erste rote Karte erhielt Carlos Sánchez (Kolumbien) in der 3. Minute des ersten Gruppenspiels gegen Japan wegen absichtlichen Handspiels im Strafraum zur Verhinderung eines Tores.

### Sperren auf Grund von Karten
Jeder Spieler, der mit  oder  vom Platz verwiesen wurde, war für das nächste Spiel gesperrt und musste mit weiteren Disziplinarstrafen rechnen.
Jeder Spieler, der innerhalb des Turniers in zwei verschiedenen Spielen je eine Verwarnung () erhielt, war für das auf die zweite Verwarnung folgende Turnierspiel gesperrt. Bestand zum Ende des Viertelfinals nur eine Verwarnung, so wurde diese gestrichen – der Spieler „geht unbelastet ins Halbfinale“.
| Spieler              | Vergehen                                                  | Sperre im Spiel                                               |
| -------------------- | --------------------------------------------------------- | ------------------------------------------------------------- |
| Saeid Ezatolahi      | im WM-Qualifikationsspiel gg. Südkorea am 31. August 2017 | Gruppe B gg. Marokko                                          |
| Carlos Sánchez       | in Gruppe H gg. Japan                                     | Gruppe H gg. Polen                                            |
| Yussuf Poulsen       | in Gruppe C gg. Peru in Gruppe C gg. Australien           | Gruppe C gg. Frankreich                                       |
| Marcelo Brozović     | in Gruppe D gg. Nigeria in Gruppe D gg. Argentinien       | Gruppe D gg. Island                                           |
| Jérôme Boateng       | in Gruppe F gg. Schweden                                  | Gruppe F gg. Südkorea                                         |
| Armando Cooper       | in Gruppe G gg. Belgien in Gruppe G gg. England           | Gruppe G gg. Tunesien                                         |
| Michael Murillo      | in Gruppe G gg. Belgien in Gruppe G gg. England           | Gruppe G gg. Tunesien                                         |
| Igor Smolnikow       | in Gruppe A gg. Uruguay                                   | Achtelfinale gg. Spanien                                      |
| Karim El Ahmadi      | in Gruppe B gg. Iran in Gruppe B gg. Spanien              | keine, da Mannschaft ausgeschieden                            |
| Sebastian Larsson    | in Gruppe F gg. Deutschland in Gruppe F gg. Mexiko        | Achtelfinale gg. die Schweiz                                  |
| Héctor Moreno        | in Gruppe F gg. Deutschland in Gruppe F gg. Schweden      | Achtelfinale gg. Brasilien                                    |
| Jung Woo-young       | in Gruppe F gg. Mexiko in Gruppe F gg. Deutschland        | keine, da Mannschaft ausgeschieden                            |
| Stephan Lichtsteiner | in Gruppe E gg. Brasilien in Gruppe E gg. Costa Rica      | Achtelfinale gg. Schweden                                     |
| Fabian Schär         | in Gruppe E gg. Brasilien in Gruppe E gg. Costa Rica      | Achtelfinale gg. Schweden                                     |
| Nemanja Matić        | in Gruppe E gg. Schweiz in Gruppe E gg. Brasilien         | keine, da Mannschaft ausgeschieden                            |
| Aleksandar Mitrović  | in Gruppe E gg. Schweiz in Gruppe E gg. Brasilien         | keine, da Mannschaft ausgeschieden                            |
| M’Baye Niang         | in Gruppe H gg. Japan in Gruppe H gg. Kolumbien           | keine, da Mannschaft ausgeschieden                            |
| Ferjani Sassi        | in Gruppe G gg. Belgien in Gruppe G gg. Panama            | keine, da Mannschaft ausgeschieden                            |
| Cristiano Ronaldo    | in Gruppe B gg. Iran im Achtelfinale gg. Uruguay          | keine, da Mannschaft ausgeschieden                            |
| Casemiro             | in Gruppe E gg. Schweiz im Achtelfinale gg. Mexiko        | Viertelfinale gg. Belgien                                     |
| Mikael Lustig        | in Gruppe F gg. Mexiko im Achtelfinale gg. Schweiz        | Viertelfinale gg. England                                     |
| Blaise Matuidi       | in Gruppe C gg. Peru im Achtelfinale gg. Argentinien      | Viertelfinale gg. Uruguay                                     |
| Zanka                | in Gruppe C gg. Frankreich im Achtelfinale gg. Kroatien   | keine, da Mannschaft ausgeschieden                            |
| Éver Banega          | in Gruppe D gg. Nigeria im Achtelfinale gg. Frankreich    | keine, da Mannschaft ausgeschieden                            |
| Javier Mascherano    | in Gruppe D gg. Nigeria im Achtelfinale gg. Frankreich    | keine, da Mannschaft ausgeschieden                            |
| Nicolás Otamendi     | in Gruppe D gg. Kroatien im Achtelfinale gg. Frankreich   | keine, da Mannschaft ausgeschieden                            |
| Valon Behrami        | in Gruppe E gg. Brasilien im Achtelfinale gg. Schweden    | keine, da Mannschaft ausgeschieden                            |
| Michael Lang         | im Achtelfinale gg. Schweden                              | UEFA Nations League 2018/19 gegen Island am 8. September 2018 |
| Héctor Herrera       | in Gruppe F gg. Deutschland im Achtelfinale gg. Brasilien | keine, da Mannschaft ausgeschieden                            |
| Wilmar Barrios       | in Gruppe H gg. Japan im Achtelfinale gg. England         | keine, da Mannschaft ausgeschieden                            |
| Rodrigo Bentancur    | in Gruppe A gg. Russland im Viertelfinale gg. Frankreich  | keine, da Mannschaft ausgeschieden                            |
| Thomas Meunier       | in Gruppe G gg. Panama im Viertelfinale gg. Brasilien     | Halbfinale gg. Frankreich                                     |
| Juri Gasinski        | in Gruppe A gg. Uruguay im Viertelfinale gg. Kroatien     | keine, da Mannschaft ausgeschieden                            |

## Schiedsrichter
- Ravshan Ermatov (Usbekistan), bereits WM-Rekordschiedsrichter, leitete beim Spiel Argentinien gegen Kroatien zum zehnten Mal ein WM-Spiel.
- Der deutsche Schiedsrichter Felix Brych nahm als amtierender Welt-Schiedsrichter teil, wurde allerdings nach nur einem Einsatz in der Vorrunde für keine weitere Partie mehr nominiert und vor den Viertelfinal-Spielen nach Hause geschickt. Im politisch brisanten Vorrundenspiel zwischen Serbien und der Schweiz (1:2) hatte er bei einem vermeintlichen Foul am serbischen Stürmer im Schweizer Strafraum keinen Elfmeter gegeben. Weiterhin ließ er politische (und damit verbotene) Jubel der Schweizer Granit Xhaka, Xherdan Shaqiri und Stephan Lichtsteiner ungeahndet (die Spieler formten nach ihren Toren Doppeladler mit den Händen, eine Anspielung auf die Flagge Albaniens – was die Serben als eindeutige Provokation wahrnahmen). Brych wurde im Anschluss an die Partie von serbischen Medien und Vertretern des serbischen Fußballs heftig kritisiert. So verglich ihn Mladen Krstajić, der Trainer der  serbischen Nationalmannschaft, einen Tag nach dem verlorenen Spiel mit Kriegsverbrechern der Jugoslawienkriege: „Ich würde ihn nach Den Haag schicken. Damit sie ihm den Prozess machen, wie sie ihn uns gemacht haben“. Hierfür wurde Krstajić mit einer Geldstrafe von 5000 Franken belegt. Der serbische Verband musste darüber hinaus 54.000 Franken für „diskriminierende Banner“ und Schlachtrufe durch die Fans bezahlen. Für ihren verbotenen Jubel zahlten Xhaka und Shaqiri je 10.000 Franken, Lichtsteiner 5000 Franken Strafe.

## Sonstiges
- Erstmals seit Einführung der FIFA-Weltrangliste war der Gastgeber der WM der in der FIFA-Weltrangliste zum Zeitpunkt der Auslosung und unmittelbar vor dem Turnier am schlechtesten platzierte Teilnehmer und traf im Eröffnungsspiel auf den am zweitschlechtesten platzierten Teilnehmer Saudi-Arabien, der als erste asiatische Mannschaft ein WM-Eröffnungsspiel bestritt.
- Erstmals kam bei einer WM der Videoassistent zum Einsatz. Im Spiel Frankreich gegen Australien gab es einen Strafstoß für Frankreich und eine gelbe Karte für Joshua Risdon nach Videobeweis, womit erstmals in der WM-Geschichte eine Schiedsrichterentscheidung revidiert wurde.
- Japan ist das erste asiatische Team, das bei einer Weltmeisterschaft gegen eine südamerikanische Nationalmannschaft gewann (2:1 in der Gruppenphase gegen Kolumbien).
- Erstmals gab es bei einer WM-Endrunde an den ersten beiden Spieltagen (32 Spiele) kein torloses Spiel. Zuvor lag die Marke bei 26 Spielen, als es bei der WM 1954 kein torloses Spiel gab.[15]
- Im letzten Gruppenspiel zwischen Südkorea und Deutschland wurde der Rekord der längsten Nachspielzeit dieser Weltmeisterschaft aufgestellt. Die zweite Halbzeit wurde um insgesamt 9 Minuten und 18 Sekunden nachgespielt.
- Mit ihrem Aus in der Vorrunde setzte die deutsche Mannschaft einen Trend fort: Wie bei den Turnieren 2014 (Spanien) und 2010 (Italien) überstand der Titelverteidiger die Gruppenphase nicht. Von den bis dato fünf Meisterschaften im 21. Jahrhundert war dies bereits das vierte frühe Ausscheiden des amtierenden Titelträgers, da auch 2002 die Franzosen die K.O.-Runde nicht erreichten. Lediglich Brasilien blieb dieses Schicksal 2006 erspart und das Team erreichte immerhin das Viertelfinale.
- Erstmals seit 1982 überstand keine afrikanische Mannschaft die Vorrunde.
- Zum ersten Mal erzielte in einem WM-Turnier keine Mannschaft weniger als zwei Tore.
- Das Gruppenspiel Japan gegen Polen war das 1.000. Spiel einer europäischen Nationalmannschaft in der Geschichte der Weltmeisterschaft.[16]
- Die russische Nationalmannschaft (inkl. die sowjetische Nationalmannschaft) nahm zum ersten Mal in ihrer Geschichte bei einem Elfmeterschießen bei einer WM teil – im Achtelfinalspiel gegen Spanien.[6]
- Alexander Jerochin (Russland) ist der erste Spieler, der bei einem WM-Spiel als vierter Spieler eingewechselt wurde – in der 97. Minute der Verlängerung im Achtelfinalspiel gegen Spanien. Diese Partie ist zudem das erste WM-Spiel überhaupt, in der acht Spieler ausgewechselt wurden.[6]
- Die englische Mannschaft gewann erstmals bei einer WM-Endrunde ein Elfmeterschießen. Trotz einiger Teilnahmen bei internationalen Turnieren, galten die Three Lions als ausgesprochen glücklos wenn auf diese Weise ein Sieger ermittelt werden musste. Der Sieg im Achtelfinale gegen Kolumbien war somit eine Premiere.
- Weder Deutschland noch Brasilien – die beiden erfolgreichsten Nationen bei Weltmeisterschaften – erreichten das Halbfinale. Das gab es zuvor nur bei der ersten WM 1930.
- Zum vierten Mal in Folge nach 2006, 2010 und 2014 ist auch 2018 eine Mannschaft aus Europa Weltmeister geworden. Dies gelang zuvor noch keinem Kontinentalverband.
- Erstmals seit 1998 gewann mit Kroatien eine Mannschaft ein Halbfinale, in welchem sie zunächst zurücklag: Nachdem die Engländer früh führten, folgten der Ausgleich und Siegtreffer der Kroaten. Letztmals gelang ein solcher Spieldreh dem späteren Weltmeister Frankreich im eigenen Land – gegen Kroatien. Die Finalisten der folgenden 20 Jahre konnten entweder eine erspielte Führung halten (wobei nur Uruguay im Halbfinale gegen die Niederlande 2010 ein zwischenzeitlicher Ausgleich gelang) oder aber nach einem torlosen Spiel das Elfmeterschießen gewinnen. Zu keinem Zeitpunkt lagen jedoch der spätere Welt- und Vizeweltmeister im Semifinale hinten.
- Zum ersten Mal bestritten zwei Mannschaften, die zuvor bereits in der Vorrunde aufeinandergetroffen waren, das Spiel um Platz 3. In beiden Spielen konnte sich Belgien gegen England durchsetzen.
- Mit den Siegen der kroatischen Auswahl gegen Dänemark und Russland im Elfmeterschießen, sowie gegen England in der Verlängerung, konnte sich erstmals eine Mannschaft mit drei Siegen nach der regulären Spielzeit (Verlängerung/Elfmeterschießen) in der K.O.-Phase für das Endspiel einer Weltmeisterschaft qualifizieren.
- Zum ersten Mal trafen im Viertelfinale mit Kroatien und Russland zwei Mannschaften aufeinander, die ihr Achtelfinale im Elfmeterschießen gewannen. Das Viertelfinale 2018 wurde von Kroatien gewonnen – ebenfalls im Elfmeterschießen. Kroatien ist damit die zweite Mannschaft seit Argentinien 1990, die zwei in einem Turnier aufeinander folgende Elfmeterschießen für sich entscheiden konnte.
- Kein Halbfinal-Teilnehmer der vorangegangenen Weltmeisterschaft konnte bei diesem Turnier tatsächlich überzeugen: Weltmeister Deutschland überstand wie bereits erwähnt die Gruppenphase nicht, während Vize-Weltmeister Argentinien nach nur knapp überstandener Vorrunde im Achtelfinale verlor. Die drittplatzierten Niederländer waren bereits in der Qualifikation gescheitert. Als letzter Halbfinalist von 2014 erreichte Brasilien trotz wesentlich größerer Ambitionen lediglich das Viertelfinale. Dass sich die vier bestplatzierten Mannschaften eines Turnieres gänzlich von denen des vorangegangenen unterschieden, war zuvor nur 1934 und 1966 der Fall.

## Auswirkungen auf die FIFA-Weltrangliste
Frankreich wurde durch die Siege bei der WM-Endrunde erstmals seit 2002 wieder Weltranglistenführender, während Deutschland durch sein schlechtes Abschneiden von Platz 1 auf Platz 15 abrutschte. Nach der WM belegten Teilnehmer der Endrunde die ersten 11 Plätze der Weltrangliste. Mit Chile, das in der Südamerikaqualifikation scheiterte und im Juni noch auf Platz 9 lag, folgt auf Platz 12 die erste Mannschaft, die sich nicht für die Endrunde qualifiziert hatte. Da gleichzeitig mit der August-Rangliste eine neue Wertung eingeführt wurde, sind die Punkte nicht vergleichbar und werden daher nicht gelistet.
| Mannschaft    | Platz (Juni 2018) | Platz (August 2018) | Veränderung Plätze | Bemerkung                               |
| ------------- | ----------------- | ------------------- | ------------------ | --------------------------------------- |
| Frankreich    | 7                 | 1                   | 6↑                 | beste Platzierung seit 2002             |
| Belgien       | 3                 | 2                   | 1↑                 | beste Platzierung seit 2016             |
| Brasilien     | 2                 | 3                   | 1↓                 |                                         |
| Kroatien      | 20                | 4                   | 16↑                | beste Platzierung seit Juni 2013        |
| Uruguay       | 14                | 5                   | 9↑                 | beste Platzierung seit 2014             |
| England       | 12                | 6                   | 6↑                 | beste Platzierung seit 2013             |
| Portugal      | 4                 | 7                   | 3↓                 | schlechteste Platzierung seit Juni 2017 |
| Schweiz       | 6                 | 8                   | 2↓                 |                                         |
| Spanien       | 10                | 9                   | 1↑                 |                                         |
| Dänemark      | 12                | 9                   | 3↑                 | beste Platzierung seit 2012             |
| Argentinien   | 5                 | 11                  | 6↓                 | schlechteste Platzierung seit 1997      |
| Schweden      | 24                | 13                  | 11↑                | beste Platzierung seit 2005             |
| Kolumbien     | 16                | 14                  | 2↑                 |                                         |
| Deutschland   | 1                 | 15                  | 14↓                | schlechteste Platzierung seit 2005      |
| Mexiko        | 15                | 16                  | 1↓                 |                                         |
| Polen         | 8                 | 18                  | 10↓                | schlechteste Platzierung seit 2016      |
| Peru          | 11                | 20                  | 9↓                 |                                         |
| Tunesien      | 21                | 23                  | 3↓                 |                                         |
| Senegal       | 27                | 24                  | 3↑                 |                                         |
| Costa Rica    | 23                | 32                  | 9↓                 |                                         |
| Iran          | 37                | 32                  | 5↑                 |                                         |
| Island        | 22                | 32                  | 10↓                |                                         |
| Serbien       | 34                | 36                  | 2↓                 |                                         |
| Australien    | 36                | 43                  | 7↓                 |                                         |
| Marokko       | 41                | 46                  | 5↓                 |                                         |
| Russland      | 70                | 49                  | 21↑                | Bester Aufsteiger insgesamt nach Rängen |
| Nigeria       | 48                | 49                  | 1↓                 |                                         |
| Japan         | 61                | 55                  | 6↑                 |                                         |
| Südkorea      | 57                | 57                  | =                  |                                         |
| Ägypten       | 45                | 65                  | 20↓                | Größter Absteiger insgesamt nach Rängen |
| Panama        | 55                | 69                  | 14↓                |                                         |
| Saudi-Arabien | 67                | 70                  | 3↓                 |                                         |

Quelle der Werte (Zahlen gerundet, daher kann es Abweichungen bei den Differenzen geben, die auf Basis der ungerundeten Werte berechnet wurden): FIFA

## Fortlaufende Rangliste
Frankreich erreicht mit dem Gewinn des WM-Titels Platz 5  – seine bis dahin beste Platzierung – und kommt ebenso wie England und Spanien über die 100-Punkte-Marke. Belgien erreicht mit dem 11. Platz wieder die Platzierung der ersten Teilnahme von 1930, als dies aber der drittletzte Platz war. Nigeria überholt Kamerun und wird damit bestplatzierte afrikanische Mannschaft.
| Rang | Mannschaft                                                      | Teilnahmen | Spiele | Siege | Unentschieden | Niederlagen | Tore    | Tordifferenz | Punkte |
| ---- | --------------------------------------------------------------- | ---------- | ------ | ----- | ------------- | ----------- | ------- | ------------ | ------ |
| 1    | Brasilien (=)                                                   | 21         | 109    | 73    | 18            | 18          | 229:105 | +124         | 237    |
| 2    | Deutschland (=)                                                 | 19         | 109    | 67    | 20            | 22          | 226:125 | +101         | 221    |
| 3    | Italien (=)                                                     | 18         | 83     | 45    | 21            | 17          | 128:77  | +51          | 156    |
| 4    | Argentinien (=)                                                 | 17         | 81     | 43    | 15            | 23          | 137:93  | +44          | 144    |
| 5    | Frankreich ↑2                                                   | 15         | 66     | 34    | 13            | 19          | 120:77  | +43          | 115    |
| 6    | England (=)                                                     | 15         | 69     | 29    | 21            | 19          | 91:64   | +27          | 108    |
| 7    | Spanien ↓2                                                      | 15         | 40     | 30    | 15            | 18          | 99:72   | +27          | 105    |
| 8    | Niederlande (=)                                                 | 10         | 50     | 27    | 12            | 11          | 86:48   | +38          | 93     |
| 9    | Uruguay (=)                                                     | 13         | 56     | 24    | 12            | 20          | 87:74   | +13          | 84     |
| 10   | Schweden (=)                                                    | 12         | 51     | 19    | 13            | 19          | 80:73   | +7           | 70     |
| 11   | Belgien ↑3                                                      | 13         | 48     | 20    | 9             | 19          | 68:72   | −4           | 69     |
| 12   | Sowjetunion/ Russland ↓1                                        | 11         | 45     | 19    | 10            | 16          | 77:54   | +23          | 67     |
| 13   | Jugoslawien/ BR Jugoslawien/ Serbien und Montenegro/ Serbien ↓1 | 12         | 46     | 18    | 8             | 20          | 66:63   | +3           | 62     |
| 14   | Mexiko ↓1                                                       | 16         | 57     | 16    | 14            | 27          | 60:98   | −38          | 62     |
| 15   | Polen (=)                                                       | 8          | 34     | 16    | 5             | 13          | 46:45   | +1           | 53     |
| 16   | Ungarn (=)                                                      | 9          | 32     | 15    | 3             | 14          | 87:57   | +30          | 48     |
| 17   | Portugal (=)                                                    | 7          | 30     | 14    | 6             | 10          | 49:35   | +14          | 48     |
| 18   | Schweiz ↑3                                                      | 11         | 37     | 12    | 8             | 17          | 50:64   | −14          | 44     |
| 19   | Tschechoslowakei/ Tschechien ↓1                                 | 9          | 33     | 12    | 5             | 16          | 47:49   | −2           | 41     |
| 20   | Österreich ↓1                                                   | 7          | 29     | 12    | 4             | 13          | 43:47   | −4           | 40     |
| 21   | Chile ↓1                                                        | 9          | 33     | 11    | 7             | 15          | 40:49   | −9           | 40     |
| 22   | Kroatien ↑5                                                     | 5          | 23     | 11    | 4             | 8           | 35:26   | +9           | 37     |
| 23   | Dänemark ↑2                                                     | 5          | 20     | 9     | 5             | 6           | 30:26   | +4           | 32     |
| 24   | Paraguay ↓2                                                     | 8          | 27     | 7     | 10            | 10          | 30:38   | −1           | 31     |
| 25   | Kolumbien ↑3                                                    | 6          | 22     | 9     | 3             | 10          | 32:30   | +2           | 30     |
| 26   | Vereinigte Staaten ↓3                                           | 10         | 33     | 8     | 6             | 19          | 37:62   | −25          | 30     |
| 27   | Rumänien ↓3                                                     | 7          | 21     | 8     | 5             | 8           | 30:32   | −2           | 29     |
| 28   | Südkorea ↓2                                                     | 10         | 34     | 6     | 9             | 19          | 34:70   | −36          | 27     |
| 29   | Nigeria ↑3                                                      | 6          | 21     | 6     | 3             | 12          | 23:30   | −7           | 21     |
| 30   | Japan ↑5                                                        | 6          | 21     | 5     | 5             | 11          | 20:29   | −9           | 20     |
| 31   | Costa Rica ↓2                                                   | 5          | 18     | 5     | 5             | 8           | 19:28   | −9           | 20     |
| 32   | Schottland ↓2                                                   | 8          | 23     | 4     | 7             | 12          | 25:41   | −16          | 19     |
| 33   | Kamerun ↓2                                                      | 7          | 23     | 4     | 7             | 12          | 18:43   | −25          | 19     |
| 34   | Peru ↑3                                                         | 5          | 18     | 5     | 3             | 10          | 21:33   | −12          | 18     |
| 35   | Bulgarien ↓2                                                    | 7          | 26     | 3     | 8             | 15          | 22:53   | −31          | 17     |
| 36   | Türkei ↓2                                                       | 2          | 10     | 5     | 1             | 4           | 20:17   | +3           | 16     |
| 37   | Ghana ↓1                                                        | 3          | 12     | 4     | 3             | 5           | 13:16   | −3           | 15     |
| 38   | Irland (=)                                                      | 3          | 13     | 2     | 8             | 3           | 10:10   | ±0           | 14     |
| 39   | Nordirland (=)                                                  | 3          | 13     | 3     | 5             | 5           | 13:23   | −10          | 14     |
| 40   | Ecuador (=)                                                     | 3          | 10     | 4     | 1             | 5           | 10:11   | −1           | 13     |
| 41   | Senegal ↑6                                                      | 2          | 8      | 3     | 3             | 2           | 11:10   | +1           | 12     |
| 42   | Algerien ↓1                                                     | 4          | 13     | 3     | 3             | 7           | 13:19   | −6           | 12     |
| 43   | Marokko ↑1                                                      | 5          | 16     | 2     | 5             | 9           | 14:22   | −8           | 11     |
| 44   | Saudi-Arabien ↑6                                                | 5          | 16     | 3     | 2             | 11          | 11:39   | −28          | 11     |
| 45   | Elfenbeinküste ↓3                                               | 3          | 9      | 3     | 1             | 5           | 13:14   | −1           | 10     |
| 46   | Südafrika ↓3                                                    | 3          | 9      | 2     | 4             | 3           | 11:16   | −5           | 10     |
| 47   | Tunesien ↑5                                                     | 5          | 15     | 2     | 4             | 9           | 13:25   | −12          | 10     |
| 48   | Iran ↑6                                                         | 5          | 15     | 2     | 4             | 9           | 9:24    | −15          | 10     |
| 49   | Australien ↓3                                                   | 5          | 16     | 2     | 4             | 10          | 13:31   | −18          | 10     |
| 50   | Norwegen ↓5                                                     | 3          | 8      | 2     | 3             | 3           | 7:8     | −1           | 9      |
| 51   | DDR ↓3                                                          | 1          | 6      | 2     | 2             | 2           | 5:5     | ±0           | 8      |
| 52   | Griechenland ↓3                                                 | 3          | 10     | 2     | 2             | 6           | 5:20    | −15          | 8      |
| 53   | Ukraine ↓2                                                      | 1          | 5      | 2     | 1             | 2           | 5:7     | −2           | 7      |
| 54   | Wales ↓1                                                        | 1          | 5      | 1     | 3             | 1           | 4:4     | ±0           | 6      |
| 55   | Slowakei (=)                                                    | 1          | 4      | 1     | 1             | 2           | 5:7     | −2           | 4      |
| 56   | Slowenien (=)                                                   | 2          | 6      | 1     | 1             | 4           | 5:10    | −5           | 4      |
| 57   | Kuba (=)                                                        | 1          | 3      | 1     | 1             | 1           | 5:12    | −7           | 4      |
| 58   | Nordkorea (=)                                                   | 2          | 7      | 1     | 1             | 5           | 6:21    | −15          | 4      |
| 59   | Bosnien und Herzegowina (=)                                     | 1          | 3      | 1     | 0             | 2           | 4:4     | ±0           | 3      |
| 60   | Jamaika (=)                                                     | 1          | 3      | 1     | 0             | 2           | 3:9     | −6           | 3      |
| 61   | Neuseeland (=)                                                  | 2          | 6      | 0     | 3             | 3           | 4:14    | −10          | 3      |
| 62   | Honduras (=)                                                    | 3          | 9      | 0     | 3             | 6           | 3:14    | −11          | 3      |
| 63   | Angola (=)                                                      | 1          | 3      | 0     | 2             | 1           | 1:2     | −1           | 2      |
| 64   | Israel (=)                                                      | 1          | 3      | 0     | 2             | 1           | 1:3     | −2           | 2      |
| 65   | Ägypten (=)                                                     | 3          | 7      | 0     | 2             | 5           | 5:12    | −7           | 2      |
| 66   | Island (N)                                                      | 1          | 3      | 0     | 1             | 2           | 2:5     | −2           | 1      |
| 67   | Kuwait ↓1                                                       | 1          | 3      | 0     | 1             | 2           | 2:6     | −4           | 1      |
| 68   | Trinidad und Tobago ↓1                                          | 1          | 3      | 0     | 1             | 2           | 0:4     | −4           | 1      |
| 69   | Bolivien ↓1                                                     | 3          | 5      | 0     | 1             | 4           | 1:20    | −19          | 1      |
| 70   | Irak ↓1                                                         | 1          | 3      | 0     | 0             | 3           | 1:4     | −3           | 0      |
| 71   | Togo ↓1                                                         | 1          | 3      | 0     | 0             | 3           | 1:6     | −5           | 0      |
| 72   | Kanada ↓1                                                       | 1          | 3      | 0     | 0             | 3           | 0:5     | −5           | 0      |
| 73   | Niederländisch-Indien ↓1                                        | 1          | 1      | 0     | 0             | 1           | 0:6     | −6           | 0      |
| 74   | Panama (N)                                                      | 1          | 3      | 0     | 0             | 3           | 2:11    | −9           | 0      |
|      | Vereinigte Arabische Emirate ↓1                                 | 1          | 3      | 0     | 0             | 3           | 2:11    | −9           | 0      |
| 76   | Volksrepublik China ↓2                                          | 1          | 3      | 0     | 0             | 3           | 0:9     | −9           | 0      |
| 77   | Haiti ↓2                                                        | 1          | 3      | 0     | 0             | 3           | 2:14    | −12          | 0      |
| 78   | Zaire ↓2                                                        | 1          | 3      | 0     | 0             | 3           | 0:14    | −14          | 0      |
| 79   | El Salvador ↓2                                                  | 2          | 3      | 0     | 0             | 6           | 1:22    | −21          | 0      |

- Anmerkung: Kursiv gesetzte Mannschaften waren 2018 nicht dabei, die fett gesetzte Mannschaft gewann das Turnier